# Kerekes Lajos
Kerekes Lajos (Kaposvár, 1927. december 20. – Budapest, 1984. november 19.) magyar történész, egyetemi tanár, a történelemtudomány doktora (1975).

## Kutatási területe
Diplomáciatörténet, különösen Ausztria története 1918 után, továbbá a német Weimari Köztársaság,  valamint a két világháború közötti nemzetközi kapcsolatok története.

## Életpályája
Eredeti szakmája szerszámlakatos. 1942–1949 között szakmájában dolgozott. Mint MDP-tagot, a párt a hadseregbe irányította. 1956-ig a Petőfi Katonai Akadémián az egyetemes történeti tanszék oktatója, majd vezetője volt. 
1953–1956 között levelező aspiráns, 1956-tól a Magyar Tudományos Akadémia Történettudományi Intézetének segédmunkatársa. 
1957-ben történelem szakos tanári oklevelet szerzett a Budapesti Tudományegyetemen (vizsgáit miniszteri engedéllyel tehette le). 1966–1971 között ő volt a bécsi Collegium Hungaricum igazgatója, majd 1971-től a Történettudományi Intézet igazgatóhelyettese volt. Egyetemi tanárként tanított a debreceni Kossuth Lajos Tudományegyetemen.

## Tudományos fokozatai
1962: a történelemtudomány kandidátusa, 1975: a történelemtudomány doktora.

## Főbb művei
- Magyarország és a második világháború. Titkos diplomáciai okmányok a háború előzményeihez és történetéhez (összegyűjt., bev. tanulmányokat írta, Ádám Magdával, Juhász Gyulával, Budapest, 1959)
- Diplomáciai iratok Magyarország külpolitikájához 1936-1945. I. A Berlin-Róma tengely kialakulása és Ausztria annexiója. 1936-1938 (összeáll., sajtó alá rendezte. Budapest, 1962)
- Anschluss. 1938. Ausztria és a nemzetközi diplomácia. 1933-1938 (Budapest, 1963)
- Allianz Hitler-Horthy-Mussolini. Dokumente zur ungarischen Aussenpolitik. 1933-1944 (szerk., Ádám Magdával, Juhász Gyulával, Budapest, 1966); Ausztria története 1918-1955 (Budapest, 1966)
- Abenddämmerung einer Demokratie. Mussolini, Gömbös und die Heimwehr (Wien-Frankfurt-Zürich, 1966; magyarul: Az első osztrák köztársaság alkonya. Mussolini, Gömbös és az osztrák Heimwehr Budapest, 1973)
- Az osztrák tragédia. 1933-1938 (Budapest, 1973)
- Hitler-puccs a sörházban (Budapest, 1976)
- Von St. Germain bis Genf. Österreich und seine Nachbarn. 1918-1922 (Budapest, 1979)
- Ausztria 60 éve. 1918-1978. (Budapest, 1984)
- A weimari köztársaság (Budapest, 1985)